# Libanons præsidenter
Libanon blev uafhængig i 1943. Efter Libanons nationalpagt fra 1943 skal Libanons præsident være maronit, mens andre vigtige poster er forbeholdt andre trossamfund.

## Under fransk styre
- Charles Debbas (1926-34)
- Privat-Antoine Aubouard (1934)
- Habib Pasha es-Saad (1934-36)
- Émile Eddé (1936-41)
- Pierre-Georges Arlabosse (1941)
- Alfred Naccache (1941-43)
- Ayoub Tabet (1943)
- Petro Trad (1943)
- Béchara el Khoury (1943)
- Émile Eddé (1943)

## Efter uafhængigheden (1943 – )
- Béchara el Khoury (1943-52)
- Camille Chamoun (1952-58)
- Fouad Chéhab (1958-64)
- Charles Hélou (1964-70)
- Soleimane Frangié (1970-76)
- Elias Sarkis (1976-82)
- Béchir Gemayel (1982, myrdet)
- Amine Gemayel (1982-88)
- Embedet tomt 1988-89
- René Moawad (1989, myrdet)
- Elias Hrawi (1989-98)
- Émile Lahoud (1998-2007)
- Embedet tomt 2007-08
- Michel Suleiman (2008 – 2014)
- Michel Aoun (2016 - )